# Roberto Matta

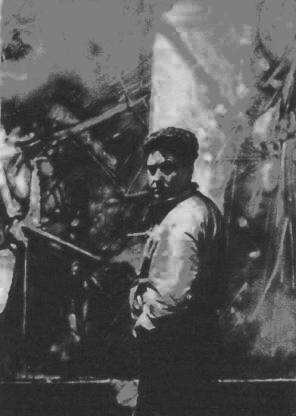
portret Matta (rond 1960)

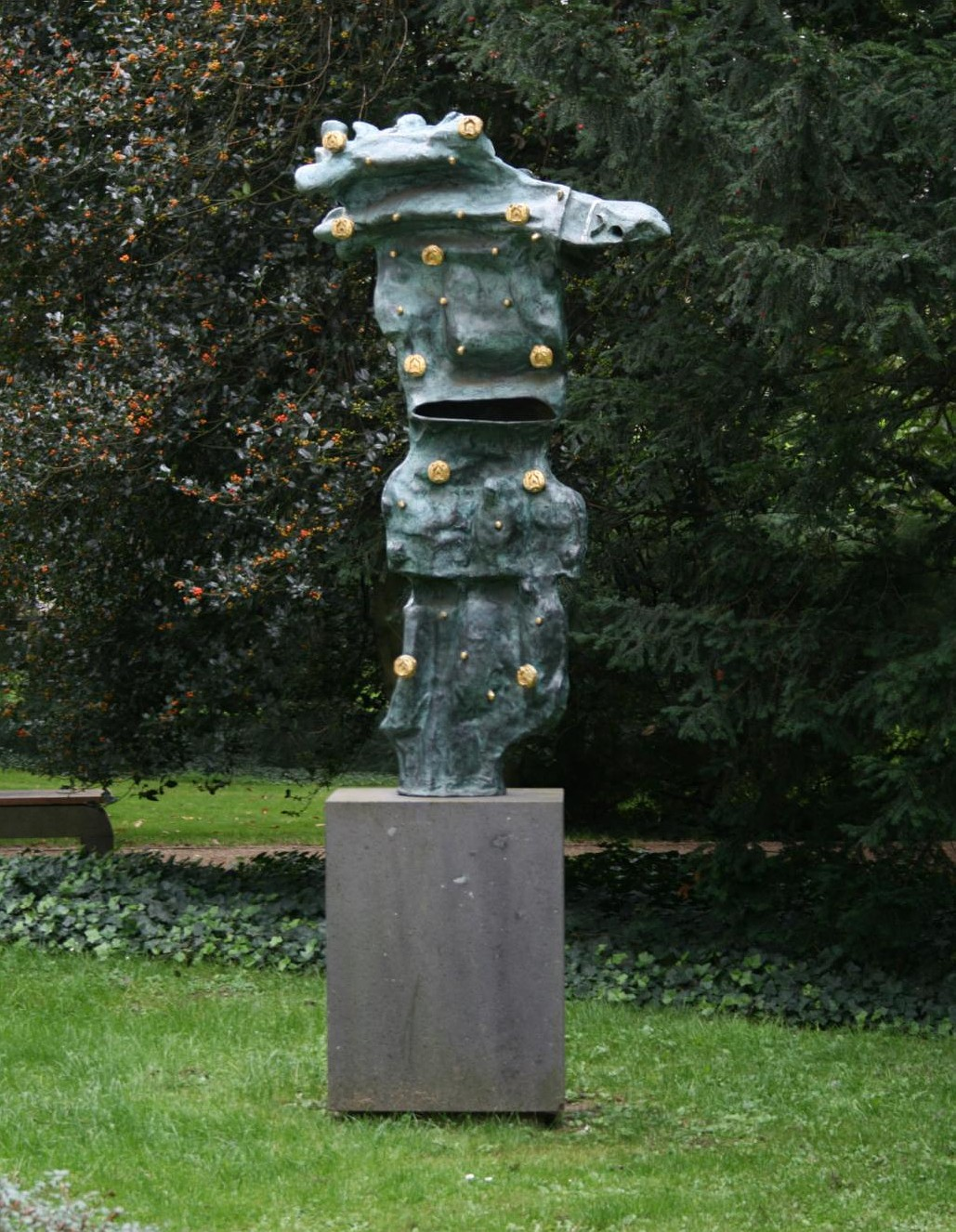
Sculptuur Chaosmos uit 2002 in Viersen

Roberto Antonio Sebastián Matta Echaurren (Santiago de Chile, 11 november 1911 – Civitavecchia, 23 november 2002), was een Chileense architect, schilder en beeldhouwer. Roberto Matta (ook wel Matta) was van Baskische, Spaanse en Franse origine.
Hij geldt als een belangrijke vertegenwoordiger van het surrealisme. Hij is de vader van kunstenaar Gordon Matta-Clark.

## Leven en werk
Na een afgebroken studie architectuur aan de Pontificia Universidad Católico de Chile in Santiago ging Matta in 1933 naar Parijs, waar hij tot 1934 in het architectenbureau van Le Corbusier werkte. Hij maakte gedurende enkele jaren talloze reizen, waarbij hij vele kunstenaars leerde kennen. Zo bezocht hij in 1934 Spanje, waar hij met de dichters Rafael Alberti en Federico García Lorca kennis maakte. Lorca introduceerde hem bij Salvador Dalí, die Matta voorstelde wat tekeningen aan André Breton te tonen. Door de kennismaking met deze twee surrealisten werd het werk van Matta in belangrijke mate door hen beïnvloed. Volgens Dalí sloot hij zich pas in 1937 formeel bij de surrealistische beweging aan. Hij schreef onder andere voor het surrealistische tijdschrift Minotaure een bijdrage over architectuur. Andere reizen maakte hij naar Londen, waar hij kennismaakte met de beeldhouwer Henry Moore en de kunstenaar Roland Penrose en Scandinavië, waar hij de architect Alvar Aalto trof. Ten slotte maakte hij, vanwege een bouwproject, ook nog een reis naar Rusland.
In 1938 begon Matta te schilderen en hij nam direct deel aan de grote tentoonstelling der surrealisten, de Exposition internationale du surréalisme in de Galerie des Beaux-Arts in Parijs. Een van zijn eerste werken was A Yennes, in de serie genaamd  Morphologies psychologiques. Wegens het dreigende oorlogsgevaar week hij eind 1938 uit naar New York, waar hij als schilder veel succes had. Reeds na zes maanden kreeg hij een expositie in de galerie van de kunsthandelaar Julian Levy, die in de Verenigde Staten de belangen van de surrealisten behartigde. Toch stootten de surrealisten Matta in 1947 uit hun groepering, waarin hij overigens in 1959 weer werd opgenomen. Na een oponthoud in Chili keerde Matta in 1948 weer naar Parijs terug, maar hij vestigde zich in Italië. In Rome werkte hij gedurende de vijftiger jaren in een gezamenlijk atelier met de kunstenaar Fabius von Gugel (1910–2000). Regelmatig werkte hij gedurende de zestiger jaren in Cuba met kunststudenten samen. In 1968 nam hij deel aan een cultureel congres in Havana. Gedurende de onlusten van mei 1968 engageerde hij zich met de studentenbeweging en in 1973 nam hij fel stelling tegen de militaire putsch van generaal Pinochet in Chili. Ook in zijn werk liet Matta zich vaak inspireren door politieke gebeurtenissen, zoals het proces en de terechtstelling in 1951 van Julius en Ethel Rosenberg en de oorlogshandelingen en folteringen gedurende de Algerijnse Onafhankelijkheidsoorlog van 1954 tot 1962.
Matta werd uitgenodigd voor deelname aan documenta II (van 1959), III (van 1964) en 6 (van 1977) in Kassel. Hij kreeg in 1992, in de afdeling kunst, de Prins van Asturiëprijs.
Matta stierf in 2002 in Civitavecchia in Italië.

## Werken (selectie)
- 1932/33: Sick Flesh
- 1934: The Clown
- 1935: Untitled (Payasa)
- 1936: Panama en Wet Sheets
- 1937: La Forêt, Snail’s Trace, Composición Azul, Scénario No. 1: Succion Panique du Soleil en Morphology
- 1938: The Red Sun, Space Travel (Star Travel), To Both of You, Crucifiction (Croix Fiction), de serie werken genaamd Psychological Morphology en Morphology of Desire
- 1939: Meer werken in de serie Psychological Morphology en Water
- 1940: Dark Light
- 1941: Invasion of the Night, Ecouter Vivre, Théorie de l’Arbre, Composition Abstraite, The Initiation (Origine d’un Extrême) en Foeu
- 1942: The Hanged Man, The End of Everything, The Disasters of Mysticism en The Apples we Know
- 1943: L’Oeyx, El Día es un Atentado en Redness of Lead
- 1944: Omslag voor het tijdschrift VVV, To Escape the Absolute, Et At It, Le Glaive et la Parole en Poing d’Hurlement
- 1945: La Femme Affamée, Abstracto, The Heart Players en Rêve ou Morte
- 1946: Le Pélerin du Doute en A Grave Situation
- 1947: Accidentalité, Metamatician # 12, How-Ever en Black Mirror
- 1948: Wound Interrogation en The Prophet
- 1949: La Revécue en Woman Looked At
- 1950: C’Ontra Vosotvos Asesinon de Palomas
- 1951: Ne Songe Plus à Fuir en Les Roses Sont Belles
- 1952: Pecador Justificado en Eclosion
- 1953: Morning on Earth, Hills a Poppin, The Murder of the Rosenbergs, L’Hosticier en L’Apetite de Primer
- 1954: Abrir los Brazos Como se Abren los Ojos, Bud Sucker, The Chess Player, L’Atout en Tados Juntos en la Tierra
- 1955: Le Long Pont, Spearcing of the Grain, L’Engin dans l’Éminence en Intervision
- 1956:Banale de Venise, Heart Malitte, Fleur de Midi en Le Pianiste
- 1957: Le Point d’Ombre, L’Impencible, The And of Think en Ciel Volante
- 1958: La Chasse Spirituelle (begonnen in 1957), Être Cible Nous Monde, L’Etang de No, The Infancy of Concentration, Les Eviteurs en Le Courier
- 1959: Un Soleil à Qui Sait Reunir, Les Faiseurs du Neant, The Clan en L’Impensable (Grand Personage)
- 1960: Couple IV (begonnen in 1959), Être Atout (five part suite), Vers l’Universe, Ciudad Cósmica en Design of Intuition
- 1961: Vivir Enfrentando las Flechas
- 1962: Les Moyens du Creafeur, Claustrophobic Vaincue en Mal de Terre
- 1963: Eve Vielle
- 1964: Éros Semens (drieluik, begonnen in 1962) en La Luz del Proscrito (begonnen in 1963)
- 1965: La Térre Uni
- 1966: Le où A Marée Haute en La Promenade de Vénus
- 1967: Signe of the Times en Morire per Amore
- 1968: Malitte (uit modules bestaand meubilair, ontworpen tussen 1966 en 1968) en La Caza de Adolescentes
- 1969: Lieberos, Nude Hiding in the Forest en Verginosamente
- 1970: Elle Logela Folie, Je-ographie, El Hombre de la Lampara en MAgriTTA Chair
- 1971: Otto Por Tre en Paralelles de la Viel
- 1972: Coigitum en The Upheaval of One’s Ocean
- 1973: La Vida Allende la Muerte, Senile d’Incertitude, Migration des Révoltes en Hom’mer (Chaosmos) (suite van tien aquatint-etsen)
- 1974: Explosant Fixe, Je M’Espionne, Deep Mars, L’Aube Permanente en Cadran d’Incendies
- 1975: Mas Ceilin en Illumine le Temps
- 1976: Wake (begonnen in 1974), Une d’Une en Les Voix des Temples
- 1977: Rooming Life, L’Ombre de l’Invisible en Ouvre l’Instant
- 1978: Carré-four en Dedalopolous
- 1979: Polimorfologia
- 1980: Il Proprio Corno Mio, Laocoontare (La Guerra Delle Idee) en Pyrocentre
- 1981: Las Scillabas de Scylla, El Espejo de Cronos en El Verbo América
- 1982: Geomagnética de Danza (started in 1981), Ils Sexplose, Passo Interno di Mercurio, Labirintad en The Sign
- 1983: Morphologie de la Gaîté, Logos Men en Artificial Lucidity
- 1984: Ecran de la Mémoire en Le Dauphin de la Memoire
- 1985: L'Espace Du Point
- 1986: Mi-mosa, 24 Mai 1986, Une Pierre Qui Regagnera le Ciel and Oeramen, la Conscience est un Arbre Vetroresina
- 1987: D’Âme et d’Eve
- 1988: Être Cri
- 1989: Violetation en L’Envenement Non Identifié
- 1990: A l’Intérieur de la Rose, Omnipuissance du Rouge, Navigateur en Haiku
- 1991: Parmi les Désirs en Ma Dame
- 1992: Champ du Vide, Cosmo-now, Le Désnomeur Rénomme en Farfallacqua
- 1993: Leaving Your Grass, Vertige du Vertige, Torinox en Colomberos
- 1994: Vent d’Atomes
- 1995: Les Arpèges, L’Âme du Fond en Melodia-Melodio
- 1996: The Road to Heaven, Storming Water River en Redness of Blue
- 1997: Flowerita en Oak Flower
- 1998: Youniverso
- 1999: Blanche ou Fleur
- 2000: N’ou’s Autres
- 2002: Post History Chicken Flowers, La Dulce Acqua Vita en La Source du Calme